# チャーリー・フライ
チャーリー・フライ（Charlie Frye 1981年8月28日- ）はオハイオ州ノーウォーク出身の元アメリカンフットボール選手。ポジションはクォーターバック。

## 経歴

### プロ入りまで
高校時代はアメリカンフットボールとバスケットボールで活躍した。アクロン大学では大学記録を54個塗り替えた。1年目をレッドシャツで過ごした後、すぐに先発の座を手に入れた。大学4年次にはアラバマ州モービルで行われたシニアボウルに出場し、MVPに選ばれた。

### クリーブランド・ブラウンズ
2005年のNFLドラフト3巡でクリーブランド・ブラウンズに指名されて入団した。その年の第13週、ジャクソンビル・ジャガーズ戦でデビューし、226ヤードを投げて同じ新人WRのブレイロン・エドワーズへのタッチダウンパスを2個決めた。この試合でブラウンズの先発QB記録となるQBレイティング136.7を記録した。この年最後の5試合の先発QBを任された彼は2勝3敗でシーズンを終えた。
2006年はデレック・アンダーソンと争った末、開幕戦から先発QBとなり13試合に先発し、約2500ヤードを投げた。
2007年シーズンもアンダーソン、新人のブレイディ・クインとの争いに勝ち、開幕戦のピッツバーグ・スティーラーズ戦で先発したが前半途中まででパス10本中4本成功、34ヤード獲得にとどまり、デレック・アンダーソンと交代させられた。この年の残りゲーム全てで先発したアンダーソンはプロボウルに選ばれる活躍を見せた。

### シアトル・シーホークス
2007年9月11日、ドラフト6巡指名権と引き替えにシアトル・シーホークスにトレードされた。シーホークスではマット・ハッセルベック、セネカ・ウォレスに次ぐ第3QBとなった。シーホークスでは2008年のグリーンベイ・パッカーズ戦で初出場した。

### オークランド・レイダース
シーズン終了後、無制限フリーエージェントとなった彼は2009年6月8日、オークランド・レイダースと契約した。12月16日、故障したブルース・グラドコウスキーの代わりに、開幕時のエースQBジャマーカス・ラッセルを差し置いて、トム・ケイブルヘッドコーチによって先発QBに指名された。12月20日のデンバー・ブロンコス戦で先発したが、第4Q始めに脳震盪を起こし退場、ラッセルがリリーフ、試合に勝利した。翌週のクリーブランド・ブラウンズ戦では先発したものの3インターセプトを喫した。また翌週のボルチモア・レイブンズ戦では試合前半に1タッチダウン、インターセプト0をあげたが、首の負傷で後半はベンチに下がった。この年彼は581ヤードを投げて1タッチダウン、4インターセプト、QBレイティング65.3の成績を残した。
2010年3月15日、1年間122万6000ドルで再契約を結んだが、プレシーズンゲームでシーズン絶望の負傷をして、8月19日故障者リスト入りした。

### コーチ歴
2012年よりフロリダ州にある高校のフットボール部のコーチに就いた。
2021年よりマイアミ・ドルフィンズのクォーターバックコーチに就任した。